# ISO 3166-2:BW
ISO 3166-2:BW é a entrada para Botswana em ISO 3166-2, parte do padrão ISO 3166 publicado pela Organização Internacional para Padronização (ISO), que define códigos para os nomes das principais subdivisões (por exemplo, províncias ou estados) de todos os países codificados em ISO 3166-1.
Atualmente para Botswana, ISO 3166-2 códigos são definidos por 9 Distritos.
Cada código é composto de duas partes, separadas por um hífen. A primeira parte é BW, o código ISO 3166-1 alfa-2 de Botswana, A segunda parte é de duas letras.

## Códigos atuais
Códigos ISO 3166 e nomes das subdivisões estão listadas como é o padrão oficial publicada pela Agência de Manutenção (ISO 3166/MA).
As colunas podem ser classificadas clicando nos respectivos botões.
| Código | Distrito  |
| ------ | --------- |
| BW-CE  | Central   |
| BW-GH  | Ghanzi    |
| BW-KG  | Kgalagadi |
| BW-KL  | Kgatleng  |
| BW-KW  | Kweneng   |
| BW-NE  | Nordeste  |
| BW-NW  | Noroeste  |
| BW-SE  | Sudeste   |
| BW-SO  | Sul       |

## Mudanças
As seguintes alterações para a entrada foram anunciadas em boletins pela ISO 3166/MA desde a primeira publicação da ISO 3166-2, em 1998:
| Boletim | Data da publicação    | Descrição da alteração no boletim |
| ------- | --------------------- | --- |
| I-5     | 5 de setembro de 2003 | Exclusão do distrito de Chobe, que está incorporado (novo) BW-NW. Mudança de elemento de código de Noroeste para BW-NW. Exclusão de nomes alternativos. Atualização da lista de origem. |